# 라그나로크 (만화)
라그나로크는 이명진의 만화로, 대원씨아이에서 발매되었다.
2002년 5월 21일부터 2004년 4월 6일까지 도쿄팝에서 북미 지역에서 영어로 출판된 현재 10권이 유통되고 있다. 이 시리즈는 주로 북유럽 신화를 기반으로 하지만 다양한 다른 문화의 영향을 받는다. 그것은 판타지, 액션 및 모험의 장르에 속한다.
이 만화는 널리 알려진 한국 MMORPG인 그래비티(Gravity Corp)에서 개발한 라그나로크 온라인의 기반이 되었으며, 애니메이션으로 각색된 라그나로크 더 애니메이션(Ragnarok the Animation)의 기반이 되었다. 현재 라그나로크는 이명진이 라그나로크 온라인 개발을 돕고 있는 관계로 무기한 휴재 중이다.

## 같이 보기
- 그라비티 (기업)